# أناتولي ليفتشينكو
أناتولي فتشنكو (بالأوكرانية: Анатолій Семенович Левченко) (و. 1941 – 1988 م) هو طيار، ورائد فضاء، وطيار اختبار من الاتحاد السوفيتي .
توفي في موسكو .

## ريادة الفضاء
شارك في المهمات الفضائية:
- Soyuz TM-4
- سويوز تي أم - 3.

## جوائز
حصل على جوائز منها:
- وسام لينين
- Pilot-Cosmonaut of the USSR
- بطل الاتحاد السوفيتي
- Medal "Veteran of Labour".